# Joni Harjula
Joni Harjula (ur. 16 maja 1983 r. w Kotce) – fiński koszykarz. Obecnie broni barw Tampereen Pyrintö.